# 塞里多
塞里多是巴西帕拉伊巴州的一个市镇。总面积276.46平方公里，总人口9737人，人口密度35.2人/平方公里。